# Rabanera (Soria)
Rabanera es una localidad deshabitada de la provincia de Soria, partido judicial de Soria,  Comunidad Autónoma de Castilla y León, España. Pueblo de la comarca de  Tierras Altas que pertenece al municipio de San Pedro Manrique. 
Para la administración eclesiástica de la Iglesia católica, forma parte de la Diócesis de Osma la cual, a su vez, pertenece a la Archidiócesis de Burgos.

## Patrimonio
Lo único que ha aguantado de este despoblado son las ruinas de la Ermita de las Virgen de Rabanera. En los inicios de la Guerra Civil española hubo fusilamientos en sus muros.

## Despoblación
El pueblo se deshabitó en fecha desconocida debido a un incendio. Ya en 1796 se considera despoblado.

## Ubicación
Se encuentra en la carretera que une Huérteles con San Pedro Manrique, cerca de Ventosa de San Pedro.